# 소양강댐
소양강댐(昭陽江dam)은 강원특별자치도 춘천시 신북읍과 동면의 소양강에 위치한, 북한강 유역의 유일한 다목적 댐이다. 1967년 4월 15일 착공되어 1973년 10월 15일 완공되었다. 흙과 돌로 만들어진 사력(砂礫) 댐으로, 댐의 길이는 530m, 높이는 123m이다.
대한민국에서 가장 큰 사력식댐으로, 저수량이 29억 톤인 인공 호수 소양호가 위치해 있다. 다목적 댐 그리고 호수 전체를 한 바퀴 도는 유람선과 청평사로 가는 유람선이 운행되고 있다.

## 역사
1967년 4월 15일 착공되어 1973년 10월 15일 완공되었다. 소양강댐은 경부고속도로와 서울지하철 1호선과 함께 박정희 대통령 시대의 3대 국책사업으로 꼽힌다. 본래 처음 도안은 콘크리트중력식으로 설계되었다. 도쿄대 출신으로 이뤄져 세계 유수의 댐을 건설해온 일본공영(Nippon Koei)의 설계였다. 그러나 정주영 회장의 전갑원 기사가 비용을 3분의 1로 낮추면서도 훨씬 튼튼한 사력식 공법을 제안했다. 회담 직후 박정희 대통령은 현장 전문가인 전갑원 기사와 장시간의 독대끝에 공사비 절감, 전쟁위협 등을 염두에 둔 박정희는 정주영의 편을 들어줬다. 그리하여 1967년 2월 24일 1차공사는 현대건설로 결정되었다.

## 발전소
소양강댐 발전소는 1973년 11월 1일에 상업발전을 개시한 대단위 수력발전소로서 시설용량은 20만㎾(10만㎾×2대)이다. 연간 353GWh의 전력을 생산하여 수도권 및 중부지역 일원에 전력을 공급하고 있다.
- 위치 : 댐우안직하부
- 형식 : 3상종축 우산형(Francis)
- 시설용량 : 20만kW
- 정격낙차 : 90m
- 사용수량 : 251m3/sec
- 기준발전량 : 353GWh[4]

## 의의
댐에 들어간 자갈과 흙의 양은 엄청나다. 당시 국민 한 사람당 일곱 가마 꼴이다. 소양강댐의 완공으로 서울과 수도권 인구가 1년 동안 쓸 물을 안정적으로 공급받게 됐고, 아울러 전력도 생산할 수 있었다.

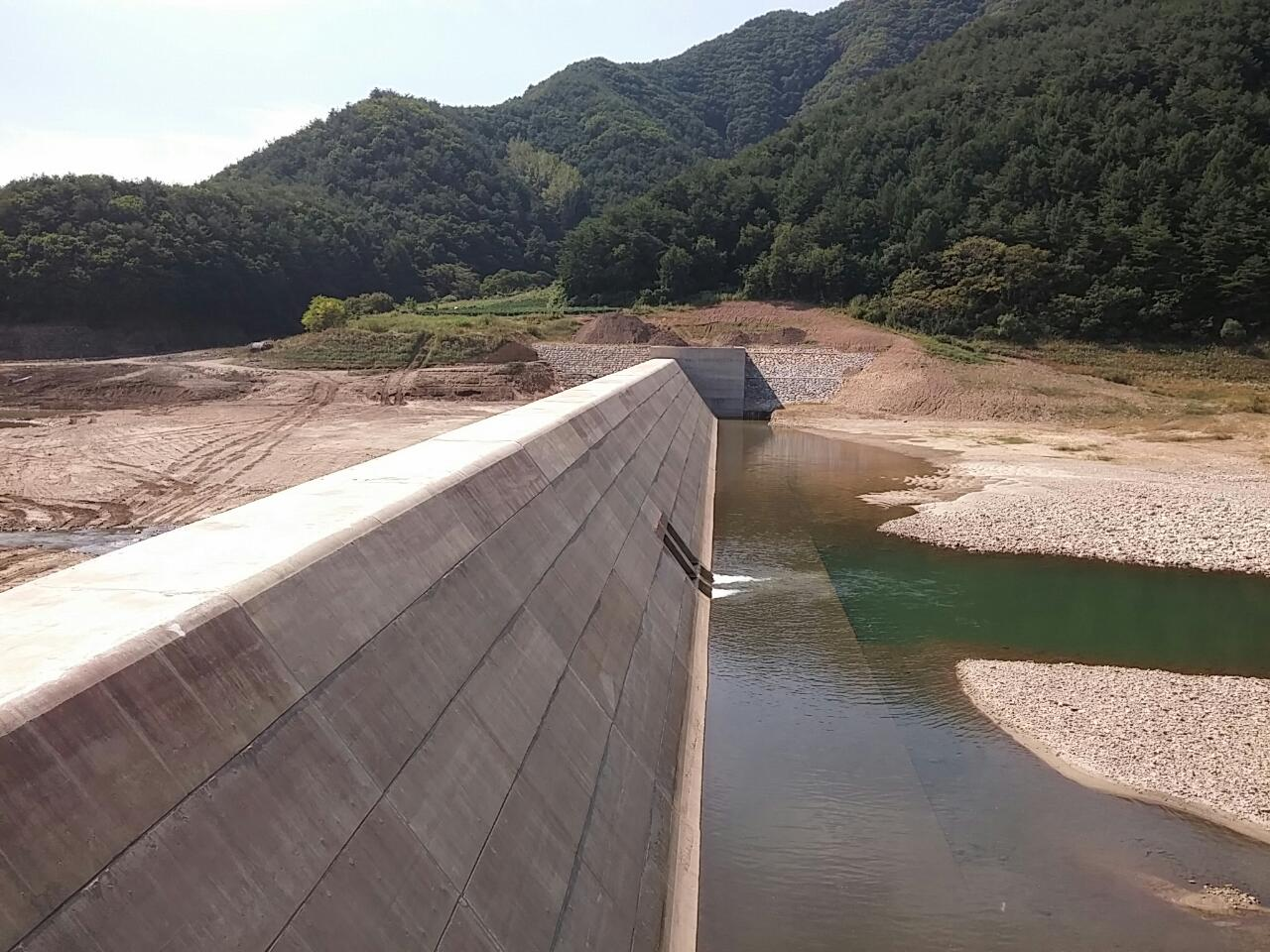
소양호 저사댐

## 같이 보기
- 대한민국 국토건설단 (1963년)